# Agustín Arroyo Damián
Agustín Arroyo Damián (Celaya, Guanajuato, 12 de marzo de 1919- ) fue un médico y político mexicano, miembro del Partido Revolucionario Institucional (PRI). Fue en dos ocasiones diputado federal.

## Biografía
Nació en la ciudad de Celaya, hijo del político guanajuatense Agustín Arroyo Ch. y Carolina Damián. Fue médico egresado de la Escuela Nacional de Medicina de la Universidad Nacional Autónoma de México (UNAM); tuvo la especialidad en cirugía ofaltamolófica y realizó estudios de posgrado en varias instituciones educativas de Estados Unidos. Fue profesor de química en la Escuela Nacional de Medicina.
Practicó su especialidad médica durante toda su vida, fue fundador de la Clínica Oftalmológica «Beatriz Velasco de Alemán» en Celaya y jefe de servicios oftalmológicos del Hospital Francés. Fue elegido en dos ocasiones diputado federal representando al Distrito 8 de Guanajuato: la primera fue de 1955 a 1958 en la XLIII Legislatura y en la que fue integrante de las comisiones de Correos y Telégrafos; de la Industria Azucarera; y, de Salubridad; la segunda fue de 1964 a 1967 y que correspondió a la XLVI Legislatura y en la que se integró en las comisiones de Salubridad Pública; y, de Salubridad Militar.